# 达烂因陀罗跋摩二世
陀罗尼因陀罗跋摩二世 （Dharanindravarman II；原名：Paramanishkalapada）是柬埔寨高棉帝国时期的一位国王（1150年—1160年在位）。像所有高棉帝国的统治者一样，他属于柬埔寨历史上最辉煌的吴哥王朝。
关于达烂因陀罗跋摩二世本人的史料极少。真正令他出名的是他的儿子，阇耶跋摩七世，后者是吴哥城最伟大的建造者之一。
| 前任： 苏利耶跋摩二世 | 柬埔寨君主列表 | 继任： 耶输跋摩二世 |